# 벤꺼우현
벤꺼우현(베트남어: Huyện Bến Cầu / 縣邊求)은 베트남 남동부 지방 떠이닌성의 현이다.

## 행정 구역
벤꺼우현은 1시진 8사를 관할하고 있다.

### 시진
- 벤꺼우 시진 (Thị trấn Bến Cầu, 邊求市鎭)

### 사
- 안타인 사 (Xã An Thạnh, 安盛社)
- 러이투언 사 (Xã Lợi Thuận, 利順社)
- 롱쯔 사 (Xã Long Chữ, 隆字社)
- 롱장 사 (Xã Long Giang, 隆江社)
- 롱카인 사 (Xã Long Khánh, 隆慶社)
- 롱프억 사 (Xã Long Phước, 隆福社)
- 롱투언 사 (Xã Long Thuận, 隆順社)
- 띠엔투언 사 (Xã Tiên Thuận, 先順社)